# Herb Ellis

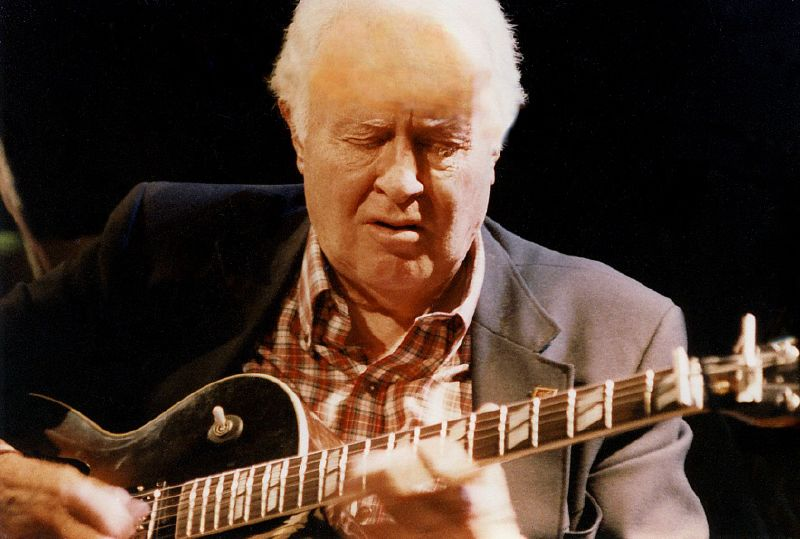
Herb Ellis

Mitchell Herbert Ellis (* 4. August 1921 in Farmersville, Texas; † 28. März 2010 in Los Angeles) war ein US-amerikanischer Jazz-Gitarrist.

## Leben und Wirken
Ellis spielte schon als Kind Harmonika und Banjo und hatte sich als Jugendlicher – inspiriert vom gleichaltrigen George Barnes – eine E-Gitarre gekauft; frühes Vorbild war Charlie Christian. Später berichtete er:
„Als ich Charlie das erste Mal hörte, war ich gar nicht so beeindruckt, weil ich dachte, dass ich schneller spielen konnte als er. Aber nach einigen Malen traf es mich wie der Schlag, als ich merkte, dass Geschwindigkeit nicht alles ist. Ich wollte die Gitarre schon beiseite legen, versuchte aber stattdessen, so zu spielen wie er.“
Er studierte von 1941 bis 1943 an der North Texas State University, zeitgleich mit Jimmy Giuffre, Gene Roland und Harry Babasin. 1943 wurde er Mitglied von Glen Grays Casa Loma Orchestra und kam dann zu Jimmy Dorseys Big Band. 1947 gründete er mit Lou Carter und Johnny Frigo das Trio The Soft Winds, das bis 1953 bestand; bekanntestes Stück der Formation war „Detour Ahead“. Danach gehörte er bis 1958 dem Oscar Peterson Trio an, wo er Barney Kessel ersetzte. Ellis arbeitete anschließend für vier Jahre mit Ella Fitzgerald und trat mit ihr auf den Jazz-at-the-Philharmonic-Konzerten auf. Bereits 1957/58 entstand „das klassische Herb-Ellis-Album Nothin’ But the Blues“ bei Verve mit bekannten Musikern wie Roy Eldridge, Coleman Hawkins, Stan Getz, Dizzy Gillespie und Ray Brown.
In den 1960er Jahren war er vorwiegend als Studiomusiker in Los Angeles tätig und trat in den Fernsehshows von Steve Allen, Regis Philbin, Joey Bishop und Merv Griffin auf. In den 1970er Jahren war er Mitglied der Great Guitars (mit Barney Kessel und Charlie Byrd) und arbeitete mit Joe Pass. Daneben entstand eine Reihe von Alben unter eigenem Namen für Concord Jazz. In den 1990er-Jahren trat er wieder mit Oscar Peterson auf. Einen seiner letzten Auftritte hatte er 1995, u. a. mit Chuck Israels. Er starb an den Folgen einer Alzheimer-Erkrankung.
Im Laufe seiner Karriere arbeitete er mit Musikern wie Oscar Peterson, Dizzy Gillespie, Coleman Hawkins, Roy Eldridge, Della Reese, Steve Allen, Red Skelton und Danny Kaye.

## Würdigung
In seinem Nachruf würdigt Oliver Hochkeppel den Gitarristen: „(…) in seinem Spiel bündelte sich, was die Gitarre im Jazz zu bieten hatte: Die hochvirtuosen Single-note-Läufe, die sie zum gleichberechtigten Melodieinstrument machten, die Wandlungsfähigkeit im Atmosphärischen, von der Melancholie des Blues bis zum Feuer des Hardbop, aber auch die Kraft, das rhythmische Fundament, der Swing einer Band zu sein.“

## Diskographie
- The Oscar Peterson Trio at the Stratford Shakepearean Festival, 1956
- Ellis In Wonderland, 1956
- Nothing But the Blues (Verve, 1957) mit Eldridge, Hawkins, Peterson, Ray Brown, Stan Levey, Gus Johnson
- Herb Ellis Meets Jimmy Giuffre (1959)
- Jazz/Concord (Concord, 1972) mit Joe Pass, Ray Brown, Jake Hanna
- Soft Shoe (Concord, 1974) mit Harry Sweets Edison, George Duke
- Rhythm Willie (Concord 1975) mit Russ Tompkins, Freddie Green, Ray Brown, Jake Hanna
- Great Guitars (Barney Kessel, Herb Ellis und Laurindo Almeida, 1975 live) 2008
- Hot Tracks (Concord, 1975) mit Sweets Edison, Plas Johnson, Monty Budwig, Jake Hanna
- Windflower (Concord, 1978), mit Remo Palmieri
- Doggin' Around (Concord, 1988) Duo mit Red Mitchell
- Roll Call (Justice, 1991) mit Melvin Rhyne, Jay Thomas
- An Evening with Herb Ellis (Jazz Focus, 1995) mit Chuck Israels
- Herb Ellis meets T.C. Pfeiler (Tonewheel Records Austria, 1994) mit T. C. Pfeiler